# Arnold Boonen
Arnold (Arnoldus) Boonen of Boontje (Dordrecht, 16 december 1669 - Amsterdam, 2 oktober 1729) was een Nederlandse kunstschilder die vooral faam verwierf als portretschilder. Ook schilderde hij een aantal regentenstukken en genrestukken.
Zijn leerlingen waren onder meer Cornelis Troost, Philip van Dijk, Jan Maurits Quinkhard, Cornelis Pronk en Arnout Rentinck. Ook zijn jongere broer Jasper Boonen (1677-1729) was in de leer bij hem.
Werk van Boonen is te vinden in de collectie van een groot aantal musea, waaronder het Rijksmuseum, het Dordrechts Museum en het Frans Hals Museum.

## Levensloop
Boonen, de zoon van een koopman, was in Dordrecht in de leer bij Arnoldus Verbuys (1682) en Godfried Schalcken (1683-1689).
In de periode 1694-1695 reisde hij door Duitsland. Hij verbleef onder meer in Frankfurt am Main, Mainz en Darmstadt. Hij had in Duitsland succes als portretschilder, en portretteerde een aantal vooraanstaande personen, waaronder de keurvorst van Mainz, Lothar Frans van Schönborn, en de landgraaf van Hessen-Darmstadt, Ernst Lodewijk. Na terugkeer vestigde hij zich in 1696 in Amsterdam, waar hij in 1703 met Anna Maria Mattheus trouwde.
Ook in Amsterdam had hij groot succes als portretschilder. In 1698 schilderde hij de keurvorst van Brandenburg, de latere koning Frederik I van Pruisen, in 1710 de hertog van Marlborough, in 1717 de Russische tsaar Peter de Grote en in 1723 prins Willem IV van Oranje-Nassau.

## Afbeeldingen

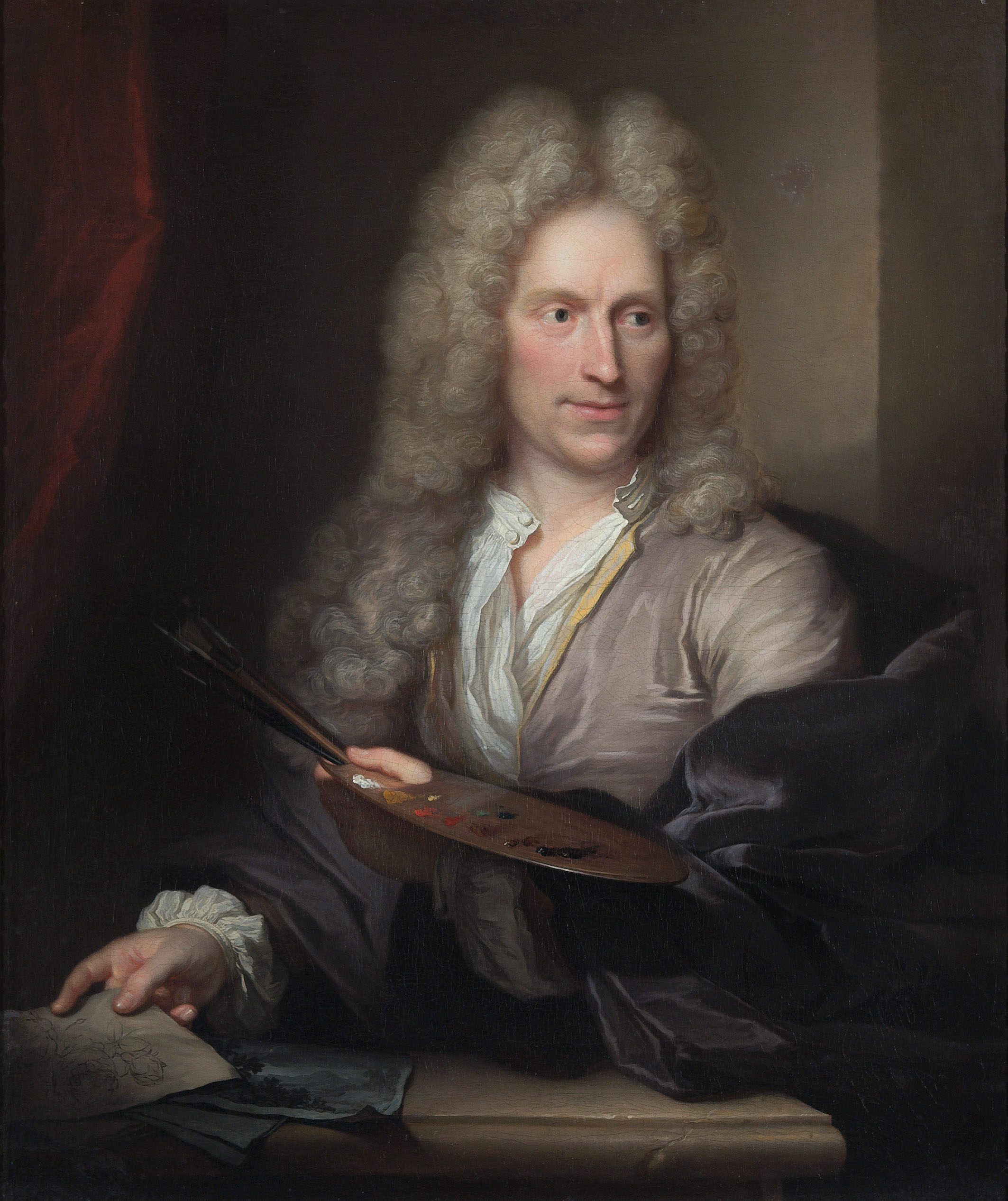
Portret van de schilder Jan van Huijsum, ca. 1720
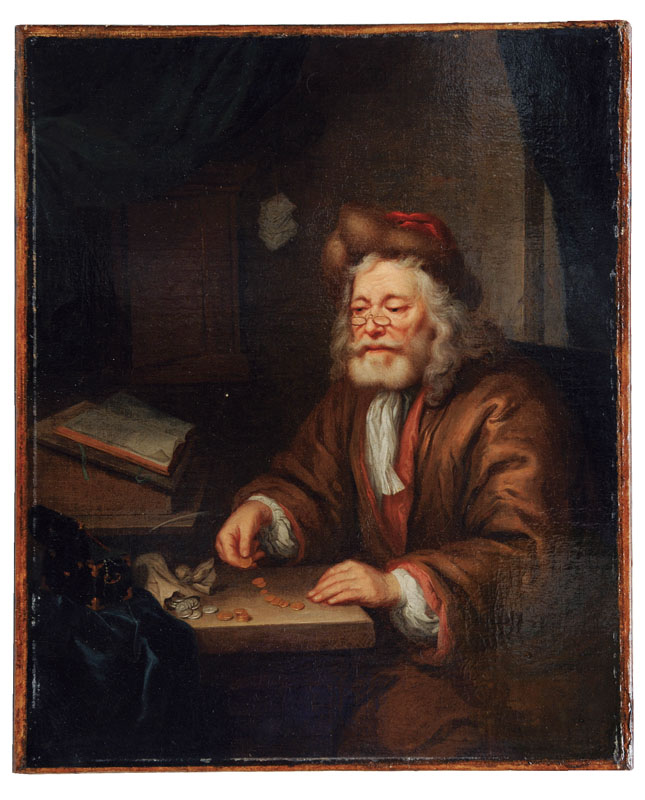
Koopman op kantoor, voor 1729
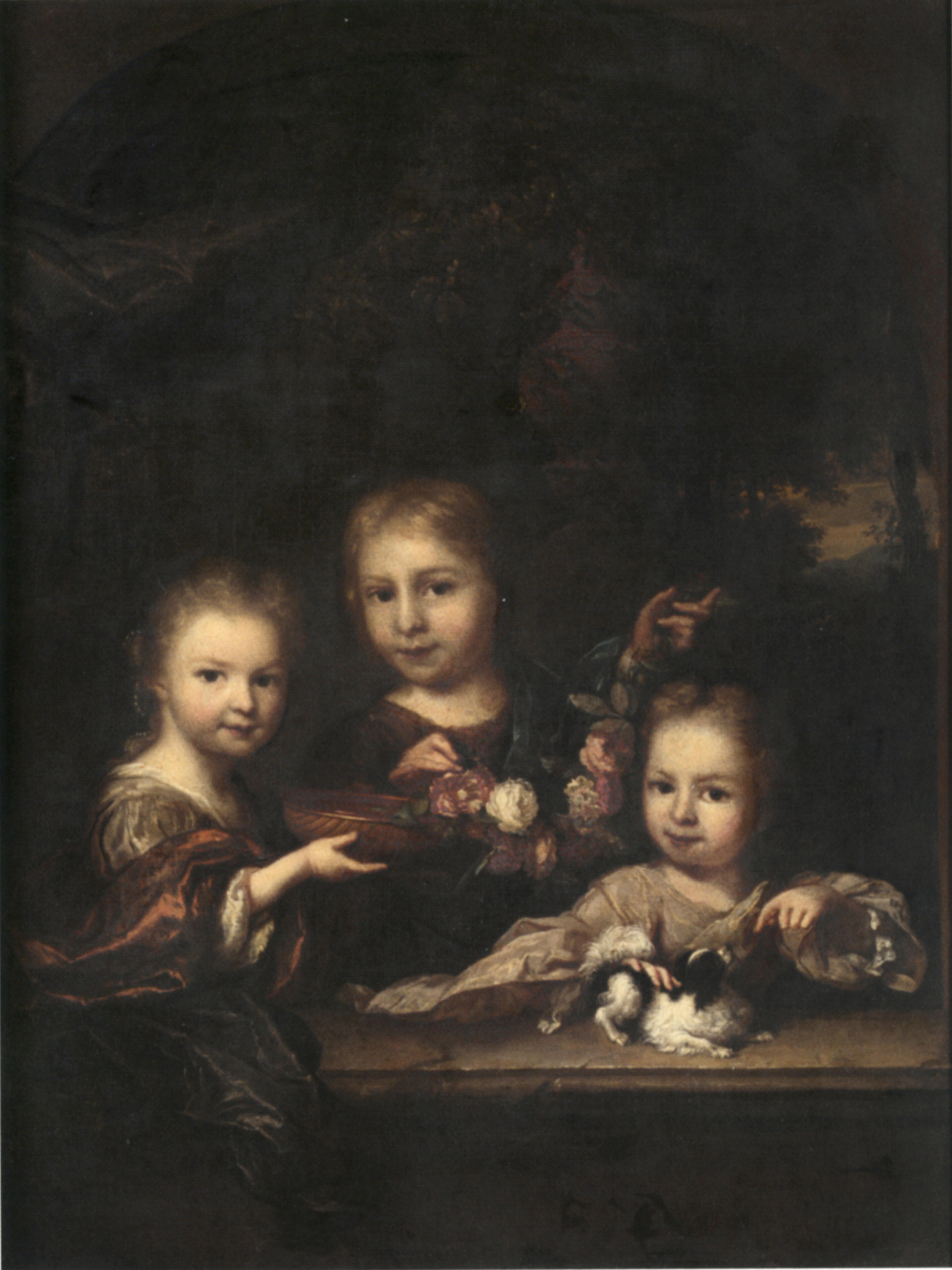
Detail van een schilderij met links Agatha Levina Geelvinck (1701-1761), ca. 1705
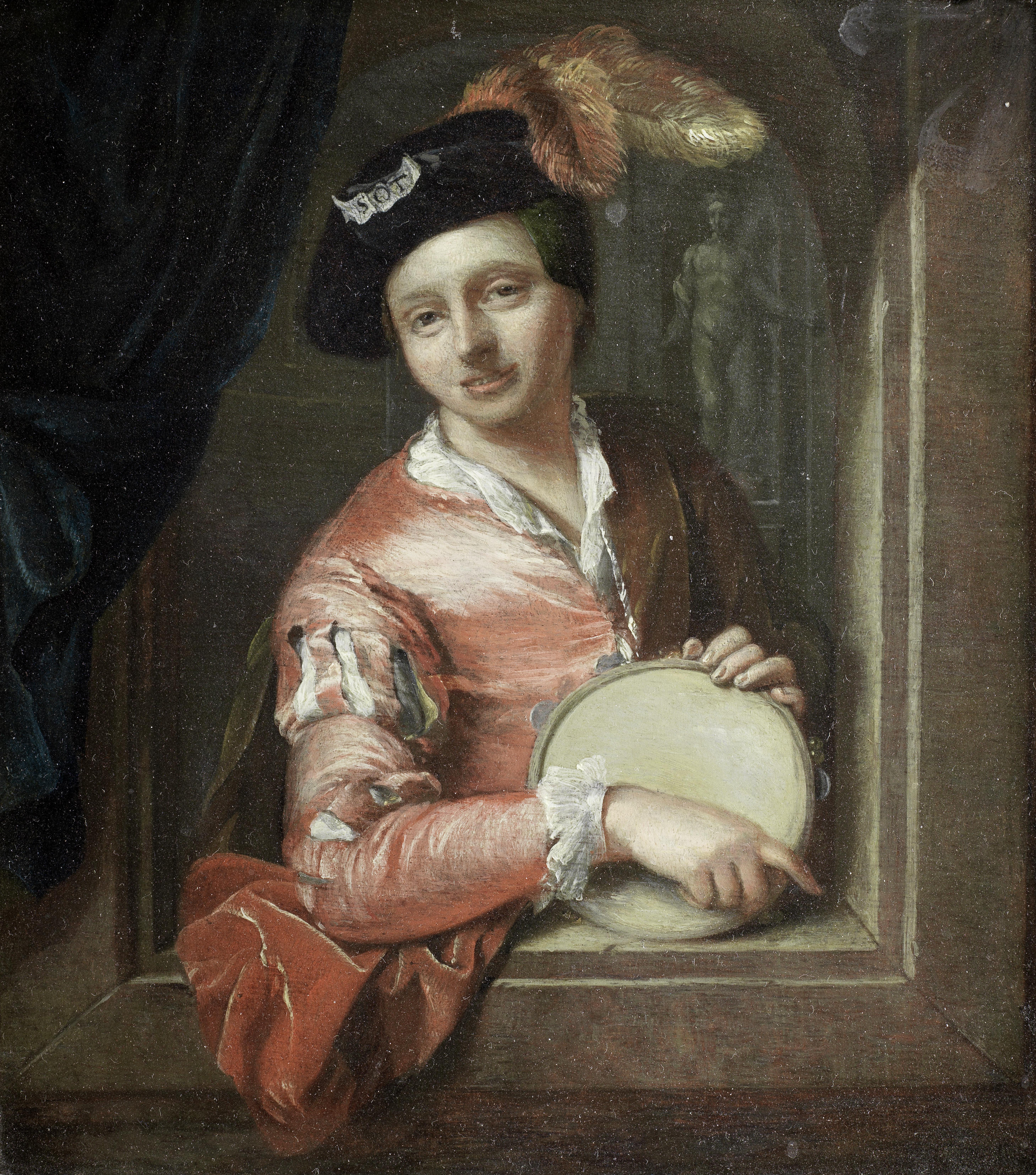
Jongen met tambourine, ca. 1729
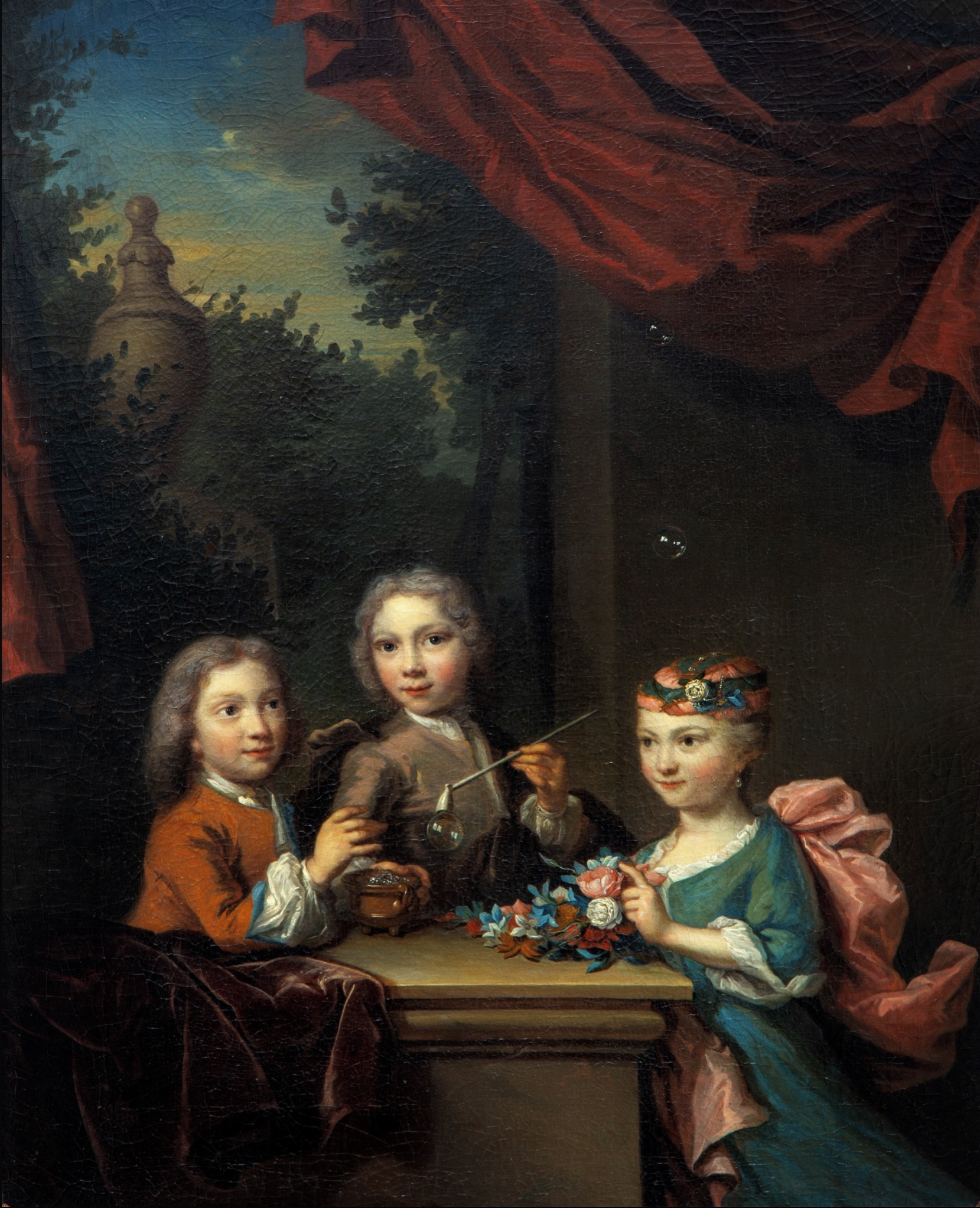
Portret van 3 kinderen van de familie van der Elst
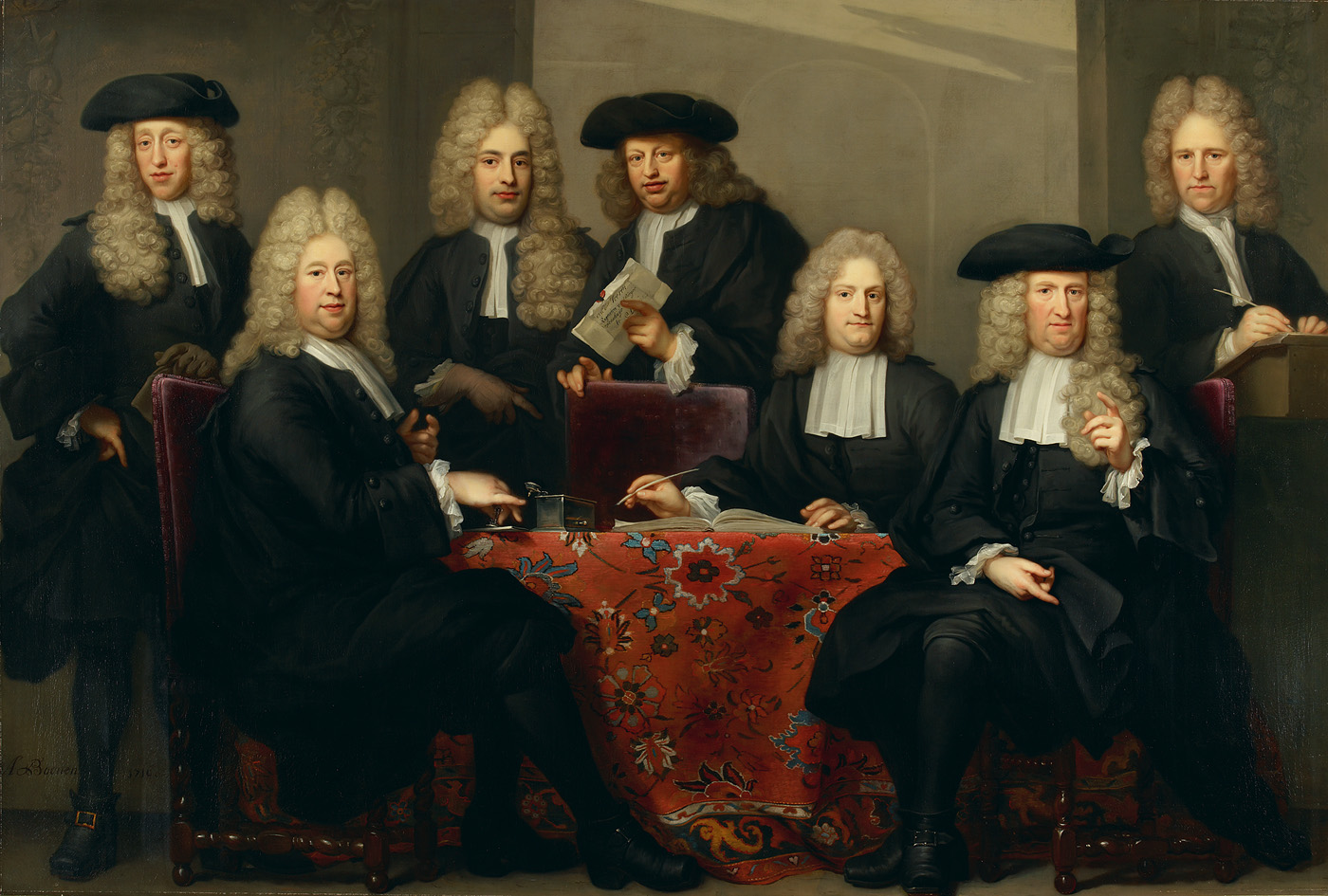
De regenten van het Burgerweeshuis te Amsterdam

- Bibliothèque nationale de France: cb14970144m (data)
- Biografisch Portaal: 67152015
- Digitale Bibliotheek voor de Nederlandse Letteren: boon057
- Gemeinsame Normdatei: 133506797
- International Standard Name Identifier: 0000 0000 6661 7338
- KulturNav: 7488d1a3-a319-4777-a32b-2c559e88f55b
- Nederlandse Thesaurus van Auteursnamen: 100655270
- RKD-Nederlands Instituut voor Kunstgeschiedenis: 10579
- Union List of Artist Names: 500021134
- Virtual International Authority File: 34728449
- WorldCat: E39PBJcgtQRxxmt6VBvcmxcByd